# 馮跋
北燕文成帝冯跋（？—430年），字文起，小名乞直伐，十六國時期北燕君主，為胡化的漢人，長樂郡信都縣（今河北省衡水市冀州區）人。

## 生平
馮跋是馮和之孫，其父馮安曾任西燕將軍。西燕亡，馮跋東遷後燕，於後燕惠愍帝慕容寶在位時被任命為中衛將軍。
馮跋與其弟馮素弗先前曾因事獲罪於後燕昭文帝慕容熙，因此慕容熙有殺馮跋兄弟之意，馮跋兄弟遂逃匿深山。馮跋兄弟商量說：「熙今昏虐，兼忌吾兄弟，既還首無路，不可坐受誅滅。當及時而起，立公侯之業。事若不成，死其晚乎！」於是與從兄馮萬泥等二十二人合謀。後燕建始元年（407年）馮跋兄弟乘車，由婦人駕車，潛入都城和龍（今遼寧省朝陽市），藏於北部司馬孫護家。趁慕容熙送葬皇后苻訓英之際起事，推高雲（慕容雲）為燕王，改元正始，不久擒殺慕容熙。高雲登位後以馮跋為侍中、征北大將軍、開府儀同三司，封武邑公，政事皆決於馮跋兄弟。
正始三年（409年），高雲為寵臣離班、桃仁所殺，亂事平定後，眾人推馮跋為主，馮跋遂即天王位，改元太平。馮跋勤於政事，獎勵農桑，輕薄徭役，因此人民喜悅，雖外有強大的北魏相逼，也維持二十餘年的安定。
北燕太平二十二年（430年），馮跋病重，命太子馮翼攝理國家大事，未料宋夫人有為其子馮受居圖謀王位之意，馮跋之弟馮弘於是帶兵進宮平變，倉促間馮跋於驚懼中去世。後被諡文成皇帝，廟號太祖。馮弘篡位，將包括馮翼在內的馮跋之子一百餘人一併殺死。

## 大臣
- 弟馮素弗为侍中、车骑大将军、录尚书事
- 弟馮弘为侍中、征东大将军、尚书右仆射、汲郡公
- 从兄冯万泥为骠骑大将军、幽平二州牧、广川公
- 务银提为上大将军、辽东太守
- 孙护为侍中、尚书令、阳平公
- 张兴为卫将军、尚书左仆射、永宁公
- 郭生为镇东大将军、领右卫将军、陈留公
- 从兄子冯乳陈为征西大将军、并青二州牧、上谷公
- 姚昭为镇南大将军、司隶校尉、上党公
- 马弗勤为吏部尚书、广宗公
- 王难为侍中、抚军将军、颍川公

## 家族

### 祖父
- 冯和

### 父
- 冯安，馮和的兒子。

### 兄弟
- 冯素弗，馮安的兒子，馮跋的長弟。
- 冯弘，馮安的兒子，馮跋之弟。
- 冯丕，馮安的兒子，馮跋之弟。
- 冯万泥，馮跋的從兄。
- 冯乳陈，馮跋的從兄子。

### 妻妾
- 孙王后
- 宋夫人
- 郁久闾昭仪

### 子女
- 冯永，冯跋的长子，409年立为太子，426年卒。
- 冯翼，冯跋的兒子，430年被冯弘所杀。
- 冯受居，冯跋的兒子，430年被冯弘所杀。
- 乐浪公主

### 后人
- 冯，北齐威檀二州刺史
  - 冯长，隋朝平州卢龙县令
    - 冯才，唐初深州录事参军
      - 冯庆，唐高宗年间文林郎，咸亨四年（673年）五月卒

## 相關作品
- 廣開土太王中的馮跋

## 延伸阅读
[在维基数据编辑]
 《晉書·卷125》，出自房玄齡《晉書》
 《魏書·卷97》，出自魏收《魏书》